# Mischocyttarus peruviensis
Mischocyttarus peruviensis är en getingart som beskrevs av Richards 1945. Mischocyttarus peruviensis ingår i släktet Mischocyttarus och familjen getingar. Inga underarter finns listade i Catalogue of Life.